# Тактыбай
Тактыба́й — посёлок в Чебаркульском районе Челябинской области. Входит в Бишкильское сельское поселение.

## География
Расстояние до центра сельского поселения, посёлка Бишкиль 6 км, до районного центра, Чебаркуля 40 км.

## Население
| 2002 | 2010 |
| ---- | ---- |
| 53   | ↗83  |

По данным Всероссийской переписи, в 2010 году численность населения посёлка составляла 83 человека (36 мужчин и 47 женщин).

## Транспорт
В посёлке расположена одноимённая железнодорожная платформа.

## Улицы
Уличная сеть посёлка состоит из 3 улиц.